# 계향로
계향로(Gyehyang-ro)는 전북특별자치도 장수군 계북면 학선삼거리 에서 진안군 동향면 원촌삼거리를 잇는 도로이다.

## 주요 경유지
전북특별자치도
- 장수군 계북면 - 진안군 동향면

## 노선
| 이름       | 접속 노선                        | 소재지 | 소재지 | 비고 |
| ---------- | -------------------------------- | ------ | ------ | ---- |
| 원촌삼거리 | 국도 제19호선 (장무로)           | 장수군 | 계북면 |      |
| 원곡2교    |                                  | 장수군 | 계북면 |      |
| 봉곡교     |                                  | 장수군 | 계북면 |      |
| 학선삼거리 | 국가지원지방도 제49호선 (진성로) | 진안군 | 동향면 |      |

## 주요 시설및 건물
- 학선보건진료소 (계항로 380/학선리 1088-8)